# Egidio Salvi
Egidio Salvi (Brescia, 1º settembre 1945) è un allenatore di calcio ed ex calciatore italiano, di ruolo centrocampista o attaccante.

## Carriera

### Giocatore

Salvi e Rivera prima di un Brescia-Milan di Coppa Italia della stagione 1977-1978

Ala destra, ha sempre giocato nel Brescia, dalla stagione 1963-1964 alla stagione 1979-1980, con una sola parentesi al Napoli nel campionato 1968-1969, nell'ultima stagione in Italia di Omar Sívori. Con 397 presenze detiene il secondo posto tra i calciatori con più presenze nel Brescia tra Serie A (195) e Serie B.
Esordisce nel Brescia il 22 dicembre 1963 nella Serie B 1963-1964 in Brescia-Triestina (2-1) valida per la quattordicesima giornata di campionato, mentre segna la sua prima rete nella stagione seguente quando alla 19ª giornata realizza il gol che permette alla sua squadra di battere di misura la Reggina.
Con la maglia del Brescia ha disputato anche 40 partite in Coppa Italia mettendo a segno 4 reti in questa competizione; infine ha disputato, sempre con la maglia del Brescia, 2 gare in Coppa Mitropa nella stagione 1969-1970.
Disputa la sua ultima partita con la maglia delle rondinelle il 1º giugno 1980 in Taranto-Brescia (0-0) alla 37ª giornata di ritorno. Il totale delle presenze realizzate con il Brescia ammonta a 401. Finita la stagione sportiva 1979-1980, che vede la promozione in Serie A della squadra, Salvi decide di giocare per un'altra stagione in Eccellenza e precisamente nella Romanese assieme al suo ex compagno di squadra Adriano Tedoldi.

### Allenatore
Alla fine della carriera agonistica è passato ad allenare i Giovanissimi Nazionali delle Rondinelle fino alla stagione 2007-2008. È stato per un breve periodo anche sulla panchina della prima squadra biancazzurra, dalla 32ª giornata della stagione 1997-1998 in coppia con il direttore tecnico Adriano Bacconi, per sostituire Paolo Ferrario, non riuscendo ad evitare la retrocessione in Serie B della squadra. Dal 2008 al 2011 diventa vice allenatore della Primavera delle Rondinelle affiancando Giampaolo Saurini e assumendo successivamente, nella stagione 2011-2012, il ruolo di primo allenatore fino al 30 giugno 2012.
Nel 2012-2013 è nuovamente vice allenatore della Primavera del Brescia affiancando Ivan Javorčić;

## Statistiche

### Presenze e reti nei club
| Stagione        | Squadra         | Campionato      | Campionato | Campionato |
| Stagione        | Squadra         | Comp            | Pres       | Reti       |
| --------------- | --------------- | --------------- | ---------- | ---------- |
| 1963-1964       | Brescia         | B               | 6          | 0          |
| 1964-1965       | Brescia         | B               | 25         | 3          |
| 1965-1966       | Brescia         | A               | 27         | 2          |
| 1966-1967       | Brescia         | A               | 32         | 2          |
| 1967-1968       | Brescia         | A               | 21         | 1          |
| 1968-1969       | Napoli          | A               | 16         | 0          |
| 1969-1970       | Brescia         | A               | 25         | 1          |
| 1970-1971       | Brescia         | B               | 24         | 5          |
| 1971-1972       | Brescia         | B               | 26         | 2          |
| 1972-1973       | Brescia         | B               | 32         | 3          |
| 1973-1974       | Brescia         | B               | 36         | 2          |
| 1974-1975       | Brescia         | B               | 25         | 0          |
| 1975-1976       | Brescia         | B               | 35         | 0          |
| 1976-1977       | Brescia         | B               | 32         | 2          |
| 1977-1978       | Brescia         | B               | 26         | 2          |
| 1978-1979       | Brescia         | B               | 17         | 0          |
| 1979-1980       | Brescia         | B               | 8          | 2          |
| Totale Brescia  | Totale Brescia  | Totale Brescia  | 397        | 27         |
| 1980-1981       | Romanese        | D               | 27         | 5          |
| Totale carriera | Totale carriera | Totale carriera | 440        | 32         |

## Palmarès

### Club

#### Competizioni nazionali
- Serie B: 1

Brescia: 1964-1965